# Discovery (Pink Floyd)
Discovery és una caixa recopilatòria editada el 26 de setembre de 2011 que inclou els àlbums d'estudi corresponents a la discografia de Pink Floyd, exceptuant The Endless River (encara no editat), i que es va editar per a rellançar la campanya Why Pink Floyd...?. Tots els àlbums van ser remasteritzats per part de James Guthrie. A més a més dels àlbums, la caixa ve amb un llibre de 60 pàgines dissenyar per Storm Thorgerson.

## Continguts
Tots els àlbums i les seves dates originals de llançament són les següents:
1. The Piper at the Gates of Dawn (agost 1967)
2. A Saucerful of Secrets (juny 1968)
3. More (juny 1969)
4. Ummagumma (octubre 1969)
5. Atom Heart Mother (octubre 1970)
6. Meddle (octubre 1971)
7. Obscured by Clouds (juny 1972)
8. The Dark Side of the Moon (març 1973)
9. Wish You Were Here (setembre 1975)
10. Animals (gener 1977)
11. The Wall (novembre 1979)
12. The Final Cut (març 1983)
13. A Momentary Lapse of Reason (setembre 1987)
14. The Division Bell (març 1994)